# Dendrostilbella smaragdina
Dendrostilbella smaragdina är en svampart som först beskrevs av Alb. & Schwein., och fick sitt nu gällande namn av Seifert 2000. Dendrostilbella smaragdina ingår i släktet Dendrostilbella och familjen Helotiaceae.   Inga underarter finns listade i Catalogue of Life.